# Ac-Cent-Tchu-Ate the Positive
"Ac-Cent-Tchu-Ate the Positive" är en sång från 1944 med musik av Harold Arlen och text av Johnny Mercer. Den sjöngs i sitt original som en predikan och förklarar att genom att framhäva det positiva finner man nyckeln till lycka. 
Mercer spelade in sången med The Pied Pipers och Paul Westons orkester i oktober 1944. Skivan placerade sig på Billboard magazines lista 4 januari 1945 och låg kvar där i nio veckor, som bäst placerad som nummer två. Inom några veckor släppte flera välkända artister sina versioner av sången, däribland: Bing Crosby och The Andrews Sisters och Artie Shaw. Flera artister har sedan dess spelat in sången, däribland Connie Francis, Ella Fitzgerald, Perry Como, Aretha Franklin, Sam Cooke, Cliff Richard och Paul McCartney. 

## Utdrag ur texten
| ” | You've got to accentuate the positive, eliminate the negative, and latch on to the affirmative, don't mess with Mister In-Between. | „ |

## I populärkulturen
- Sången är med i filmen Flottans farliga flickor från 1944 med Bing Crosby och Betty Hutton.
- Bing Crosby/Andrews Sisters version är med i BBC-serien Den sjungande detektiven från 1986.
- Sången är med i filmen Bugsy (1991).
- Jack Sheldon sjöng  den som ledmotiv i TV-serien Kärlekens vindar (1991-1993).
- Dr. John sjöng sången i filmen The Mighty Ducks (1992).
- Originalet med Johnny Mercer var med i filmen L.A. konfidentiellt (1997).
- Clint Eastwood sjöng sången i Midnatt i ondskans och godhetens trädgård (1997).
- Perry Como sjöng sången i filmen Rätt upp i 90-talet! (1999).